# Francuskie imperium kolonialne

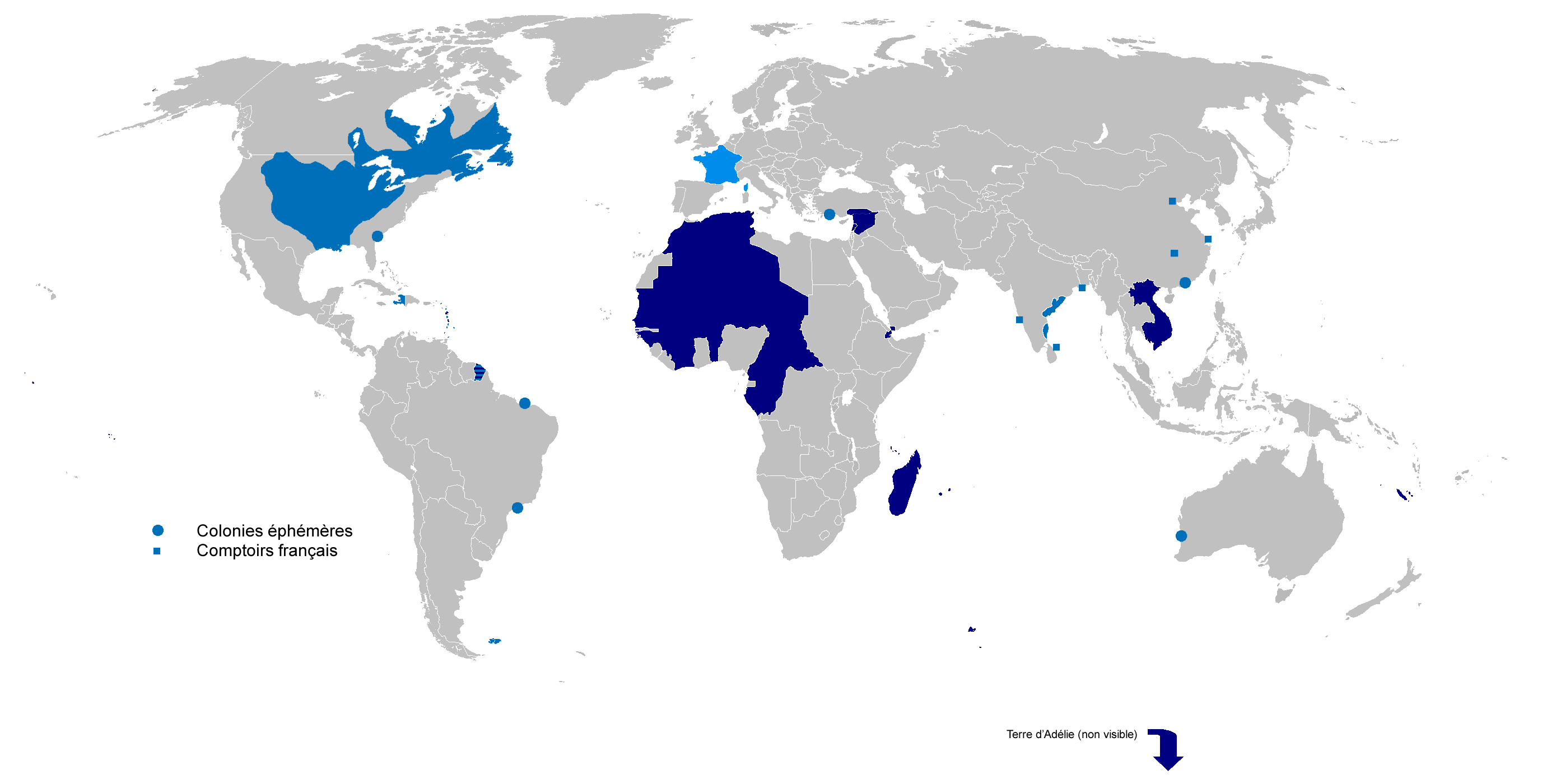
Mapa dawnych i obecnych terytoriów zależnych Francji

Francuskie imperium kolonialne – Francja wkroczyła na arenę wielkich imperiów kolonialnych na początku XVII wieku, a założenia jej polityki kolonialnej zostały ukształtowane przez kardynała Armanda Jeana Richelieu. Od tego czasu zdobywała posiadłości kolonialne w różnych częściach świata, stając się drugim (po Wielkiej Brytanii) państwem-posiadaczem kolonii. W czasie największego jego rozkwitu zajmowało ono powierzchnię 24 mln km² (1534-1980), a zamieszkiwało je (poza Francją metropolitalną) 200 mln mieszkańców (1939). Proces dekolonizacji i upadku francuskiego imperium kolonialnego rozpoczął się w 1954 roku po bitwie pod Dien Bien Phu, ograniczając je do kilkuset tysięcy kilometrów kwadratowych słabo zaludnionych terytoriów.

## Pierwsze francuskie imperium kolonialne
Pierwsze wyprawy francuskich odkrywców do Ameryki Północnej na początku XVI wieku, Giovanniego da Verrazzano (1524), Florentczyka na służbie francuskiej oraz Jacques’a Cartiera (1534-35), jak również francuską penetrację Nowej Fundlandii, można uznać za pierwsze przejawy późniejszej francuskiej ekspansji kolonialnej. Jednakże zakładaniu kolonii przez Francję silny opór stawiała Hiszpania, która próbowała utrzymać swój monopol w Ameryce. Interweniującemu w tej sprawie ambasadorowi hiszpańskiemu,  król Francji Franciszek I Walezjusz odpowiedział następująco: Chciałbym zobaczyć ów paragraf w testamencie Adama, który mnie wyklucza w podziale świata. Wybuchające w drugiej połowie XVI wieku we Francji wojny religijne również uniemożliwiły skuteczne działanie poza krajem. Pierwsze próby założenia kolonii w Rio de Janeiro i na Florydzie nie powiodły się dzięki hiszpańskiej i portugalskiej czujności.
Za początek historii francuskiego imperium kolonialnego można uznać datę 27 lipca 1605, kiedy to założono Port Royal w kolonii Akadia, w Ameryce Północnej – obecnie kanadyjska Nowa Szkocja. Kilka lat później, w 1608, Samuel de Champlain zakłada miasto Quebec, które stało się wówczas stolicą rozległej, ale słabo zasiedlonej kolonii Nowa Francja, zwanej też Kanadą. Po zawarciu licznych porozumień z indiańskim plemionami Francuzi objęli kontrolę nad znaczną częścią kontynentu północnoamerykańskiego. Mimo to francuskie osadnictwo ograniczyło się głównie do doliny Rzeki Św. Wawrzyńca. Niezbyt rozwinięta francuska gospodarka oraz niekorzystna polityka imigracyjna sprawiły, że francuskie terytoria pozostały w tyle za koloniami angielskimi, które rozwijały się ludnościowo i gospodarczo. Zaś sama Akadia przeszła w ręce angielskie zgodnie z podpisanym w 1713 pokojem utrechckim.
W 1699 Francja poszerzyła swoje posiadłości o założoną przy ujściu Missisipi Luizjanę. Kolonia ta miała obejmować całe dorzecze tej rzeki, pod faktyczną kontrolą znajdował się jedynie region wybrzeża w okolicy miast Mobile i Nowego Orleanu (założonego w 1718).
Wraz z rozwojem terytoriów północnoamerykańskich, Francja rozpoczęła również swoje starania, by zająć przynoszące większe zyski kolonie w Indiach Zachodnich. Osadnictwo wzdłuż południowoamerykańskiego wybrzeża w dzisiejszej Gujanie Francuskiej rozpoczęło się w 1624. Natomiast w 1628 Francja założyła kolonię na Saint Kitts (od pokoju utrechckiego także kolonia brytyjska). Francuska Kompania Wysp Amerykańskich (Compagnie des Iles de l’Amerique) założyła kolonie na Gwadelupie i Martynice w 1635, a w 1650 – na Saint Lucia. Najważniejszą kolonią w tym regionie okazała się jednak założona w 1664 w zachodniej części hiszpańskiej wyspy Hispaniola (czyli Haiti) kolonia Saint-Domingue, która w XVIII wieku stała się najbogatszą karaibską kolonią eksportującą cukier z trzciny cukrowej.
Jednakowoż francuska ekspansja kolonialna nie ograniczała się jedynie do Nowego Świata. W Senegalu, w Afryce Zachodniej, Francuzi od 1624 zakładali wzdłuż wybrzeża swoje posterunki handlowe. W 1664 powołano Francuską Kompanię Wschodnioindyjską, która miała konkurować w handlu ze wschodem. Założono kilka kolonii na wybrzeżu indyjskim: Chandernagore w Bengalu (1673), Pondichéry (1674), nieco później Yanaon (1723), Mahe (1725) oraz Karikal (1739). Swoje kolonie Francja zakładała także na Oceanie Indyjskim: Ile Bourbon (1664; obecnie Reunion), Ile Royale (1718; obecnie Mauritius) oraz Seszele (1756).

## Wojny kolonialne z Wielką Brytanią (1744-1815)
W połowie XVIII wieku kiedy zakończył się trwający od 1714 do 1731 sojusz Francji z Wielką Brytanią oparty na równowadze wpływów tych dwóch mocarstw w Europie i świecie, Francja rozpoczęła serię kilku konfliktów kolonialnych z Wielką Brytanią, które ostatecznie spowodowały zmniejszenie francuskiego imperium kolonialnego. Te konflikty to: wojna o sukcesję austriacką (1744-48), wojna siedmioletnia (1756-63), amerykańska wojna o niepodległość (1778-83), wojny Francji rewolucyjnej (1793-1802) oraz wojny napoleońskie (1803-14 i 1815).
Wojna o sukcesję austriacką, pomimo pewnych francuskich sukcesów w Indiach pod dowództwem generalnego gubernatora Josepha François Dupleixa, który z powodzeniem rozszerzał wpływy francuskie przy użyciu wojska i dyplomacji, nie przyniosła znaczących zysków ani strat Francji. Dopiero po jego odwołaniu sytuacja uległa zmianie na niekorzyść Francji. Wojna siedmioletnia (1756-1763), która po początkowych francuskich zwycięstwach w Ameryce Północnej zakończyła się ich sromotną porażką, przyniosła Francuzom utratę nie tylko Nowej Francji, ale i większość francuskich kolonii w Indiach Zachodnich. Francja była zmuszona przekazać Brytyjczykom Grenadę i Saint Lucia. Ponadto za hiszpańskie wsparcie w czasie wojny oddała jej część Luizjany. Drugą część zajęła Wielka Brytania. W rękach francuskich pozostały Martynika i Gwadelupa. Francja utraciła także na rzecz Wielkiej Brytanii swoją silną pozycję w Indiach, gdzie zatrzymała jedynie pięć faktorii na wybrzeżu. Generalnie Francja przegrała walkę z Wielką Brytania o globalną hegemonię.
Wkrótce jednak Francja przystąpiła do rewanżu wobec Wielkiej Brytanii i ponownie rzuciła jej wyzwanie, włączywszy się w 1778 w amerykańską wojnę o niepodległość po stronie 13 zbuntowanych brytyjskich kolonii w Ameryce Północnej. Zgodnie z traktatem w Wersalu w 1783 Francja odzyskała Saint Lucia i otrzymała Tobago i Senegal. Jednak było to znacznie mniej niż spodziewała się uzyskać Francja włączając się w wojnę.
Największą stratą w tym okresie dla imperium kolonialnego Francji okazało się powstanie niewolników 1791 w kolonii Saint-Domingue, kiedy to najbogatsza francuska kolonia pod wpływem impulsu jakie dała rewolucja francuska rzuciła się do walki narodowowyzwoleńczej. Niewolnicy pod wodzą Toussaint L’Ouverture przeciwstawili się skutecznie francuskim, hiszpańskim i angielskim wojskom na całej wyspie – w 1804 niepodległość ogłosiło Haiti. W międzyczasie Wielkiej Brytanii w trakcie wojen koalicyjnych z rewolucyjną Francją udało się przejąć praktycznie wszystkie pozostałe kolonie Francji. Po pokoju w Amiens w 1802 Francja odzyskała część z nich, ale gdy wojna wybuchła na nowo w 1803 Brytyjczycy przejęli je znowu. Odkupiona w 1800 Luizjana została odsprzedana 3 lata później Stanom Zjednoczonym. Także próby ustanowienia kolonii w Egipcie w latach 1798–1801 spełzły na niczym.

## Drugie francuskie imperium kolonialne

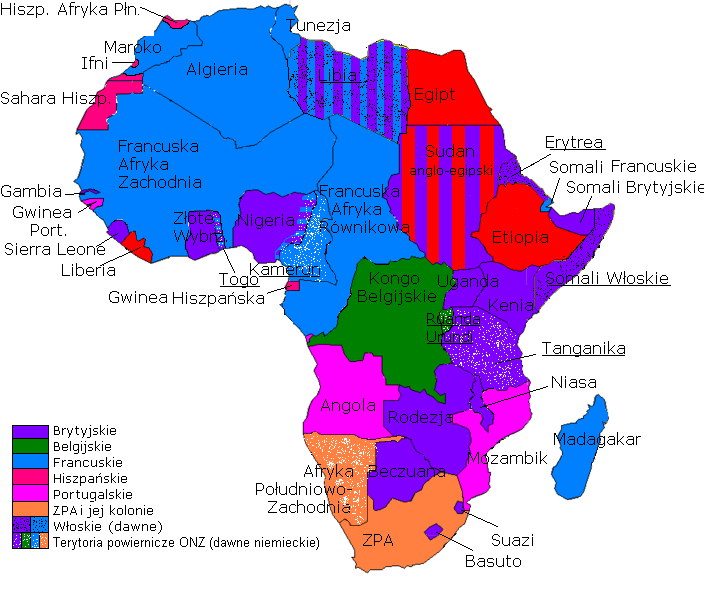
Kolonie francuskie w Afryce w roku 1947 (kolor jasnoniebieski).

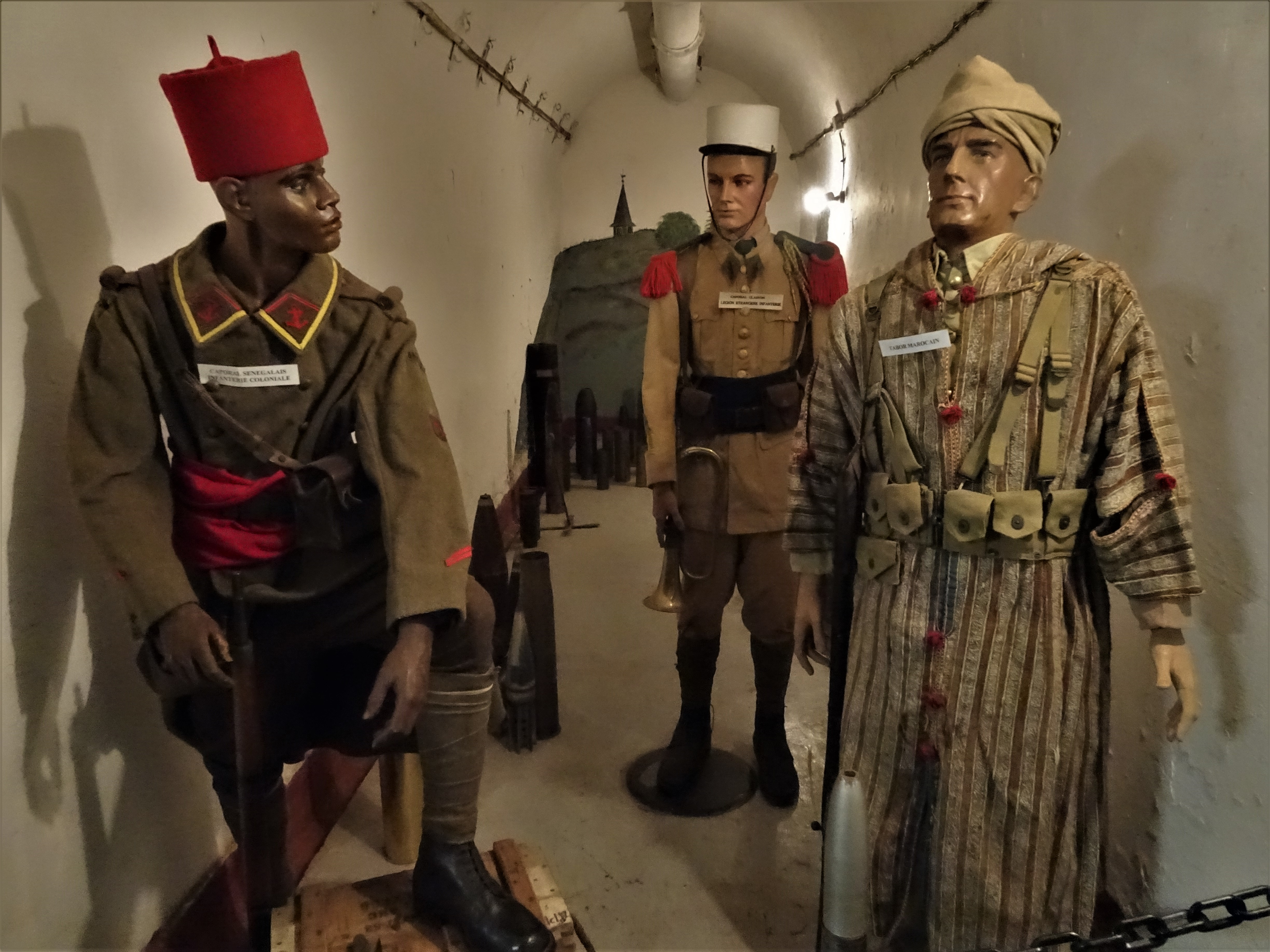
Mundury francuskich wojsk kolonialnych: Senegalczyk, legionista i Marokańczyk

Pod koniec epoki wojen napoleońskich Francja odzyskała większość swoich kolonii, m.in. Gwadelupę, Martynikę, Gujanę Francuską oraz placówki handlowe w Senegalu, na Reunionie i w Indiach. Za to ostatecznie w rękach brytyjskich pozostały Saint Lucia, Tobago, Seszele i Mauritius.
Za początek nowego etapu francuskiej ekspansji kolonialnej i tzw. drugiego imperium kolonialnego można uznać 1830, wraz z francuską inwazją w Algierii, która została całkowicie podbita dopiero po 30 latach. Ilość wojsk uczestniczących w podboju w 1837 roku zwiększono do 42 000 a w 1844 roku do 90 000 żołnierzy. Okrucieństwa i gwałty były na porządku dziennym. Zdarzały się także przypadki obcinania uszu jeńcom. Postępowanie wojsk francuskich gen. Jacques Leroy de Saint-Arnaud przedstawił następująco: Palimy na swej drodze wszystkie duary, wszystkie wsie, wszystkie chaty. W czasie rządów Napoleona III Francja podjęła próby ustanowienia protektoratu w Meksyku. Jednak wkrótce porzucili swoje działania na tym froncie po zakończeniu amerykańskiej wojny secesyjnej. W tym samym czasie Napoleon przeprowadził udane działania w Indochinach zajmując południową część dzisiejszego Wietnamu – Kochinchinę – oraz ustanowili protektorat nad Kambodżą.
Najbardziej żywiołową ekspansję kolonialną Francja rozwinęła w trzech ostatnich dekadach XIX wieku, chcąc powetować sobie straty w Europie po przegranej wojnie z Prusami. Ze swojej bazy w Kochinchinie Francuzi wyruszyli na północ i podbili Tonkin i Annam (północne części dzisiejszego Wietnamu). Te dwie prowincje i wcześniej zdobyte Kochinchina i Kambodża utworzyły terytorium Indochin Francuskich (w 1893 dołączono do nich Laos). Francuzi rozszerzali także swoje wpływy w Afryce Północnej, anektując w 1881 Tunezję. Stopniowo pod kontrolą francuską znalazły się znaczne obszary Afryki Północnej, Zachodniej i Środkowej. Na przełomie wieków Francuzi zajmowali obszary współczesnych państw: Mauretanii, Senegalu, Gwinei, Mali, Wybrzeża Kości Słoniowej, Beninu, Nigru, Czadu, Republiki Środkowoafrykańskiej i Konga. Obszar ten był podzielony na dwa terytoria: Francuską Afrykę Zachodnią i Francuską Afrykę Równikową. Ponadto Francuzi kontrolowali niewielkie terytorium na wschodnim wybrzeżu Afryki – Somali Francuskie (obecnie Dżibuti). Ekspansja francuska w Afryce zetknęła się z brytyjską – w 1898 Incydent w Faszodzie omal nie doprowadził do wojny między obydwoma mocarstwami kolonialnymi. Ekspansja kolonialna Niemiec na przełomie XIX i XX wieku również zagroziła interesom Francji w Afryce co doprowadziło do konfliktu marokańskiego. Ostatecznie w 1911 Maroko zostało protektoratem francuskim.

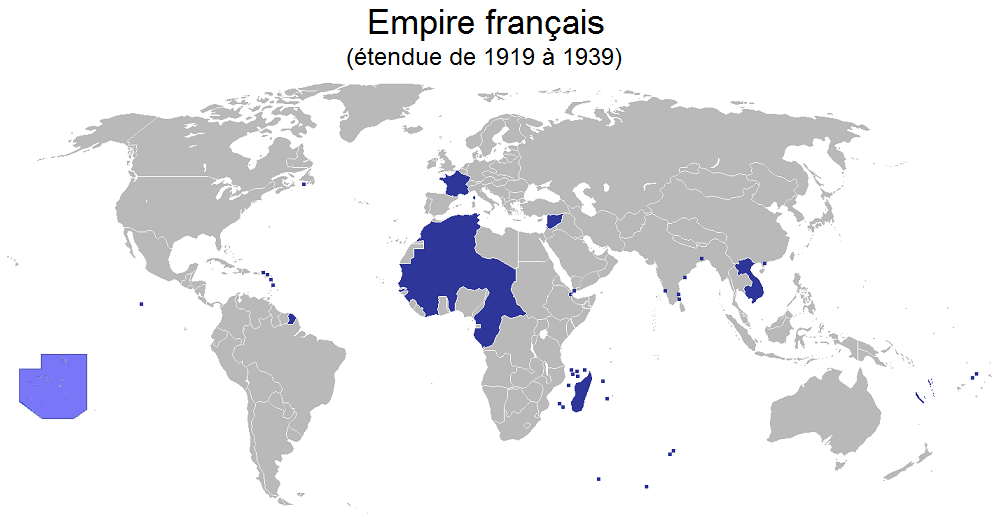
Najdalszy zasięg drugiego imperium francuskiego w okresie międzywojennym

Ostatnimi zdobyczami terytorialnymi Francji były zajęte po I wojnie światowej dawne tereny tureckie. Były to dwa terytoria mandatowe Syrii i Libanu. Ponadto przejęła część przedwojennych kolonii niemieckich: Togo i Kamerun. Dzięki temu w latach 1923–1938 francuskie imperium kolonialne osiągnęło szczyt swojego rozwoju terytorialnego – 12,347 mln km².

## Upadek francuskiego imperium kolonialnego
Rozpad francuskiego imperium kolonialnego rozpoczął się już w czasie II wojny światowej, kiedy to różne części imperium okupowane były przez inne kraje (Japonia zajęła Indochiny, Wielka Brytania – Syrię i Liban, Amerykanie z Brytyjczykami – Maroko i Algierię, Niemcy – Tunezję). Po 1945 wszystkie te terytoria powróciły do Francji, jednak Francja zaangażowała się wkrótce w długą i krwawą wojnę w Indochinach. Zakończyła się ona porażką i wycofaniem wojsk francuskich w 1954. Wspomniany rok i bitwa pod Dien Bien Phu okazała się początkiem końca francuskiego kolonializmu.
Wkrótce wybuchła kolejna wojna – tym razem o niepodległość Algierii. Konflikt o utrzymanie symbolicznej, bo najstarszej francuskiej kolonii był bardzo trudny. Mieszkało tu wielu europejskich osadników (tzw. pieds-noirs), którzy musieli uciekać z Algierii. Po stronie francuskiej walczyli także Algierczycy tzw. harkis, których pozostawiono później bez pomocy, gdy francuskie wojska opuściły kraj w 1962. Stało się to po przejęciu władzy we Francji w 1958 przez generała Charles’a de Gaulle’a. W tym samym czasie niepodległość uzyskały także pozostałe francuskie kolonie w Afryce – większość w 1960, zwanym „rokiem Afryki”.

## Francja zamorska
Obecnie jedynymi pozostałościami tego rozległego imperium są następujące terytoria zależne:
- pięć departamentów zamorskich: karaibskie wyspy Gwadelupa i Martynika, południowoamerykańska Gujana Francuska oraz wyspy Reunion i Majotta na Oceanie Indyjskim, niedaleko Madagaskaru,
- pięć wspólnot zamorskich: Polinezja Francuska i Wallis i Futuna na Pacyfiku, Saint-Barthélemy i Saint-Martin na Karaibach oraz Saint-Pierre i Miquelon, niedaleko Nowej Fundlandii,
- jedno terytorium zależne (tzw. wspólnota sui generis) Nowa Kaledonia na Pacyfiku
- jedno terytorium zamorskie: Francuskie Terytoria Południowe i Antarktyczne.

Wspólnota Frankofońska

Po odzyskaniu niepodległości niektóre byłe kolonie francuskie nadal współpracują ze swoją dawną metropolią w ramach Wspólnoty Francuskiej (początkowo Unii Francuskiej), a także Wspólnoty Frankofońskiej. Chodzi tu o kooperację na wielu płaszczyznach: politycznej, gospodarczej czy kulturowej. Warto zauważyć, że język francuski jest w większości z tych krajów głównym językiem urzędowym. Ponadto często zdarza się, że francuska armia interweniuje w swoich byłych koloniach w celu zaprowadzenia tam porządku, ustabilizowania sytuacji i podtrzymaniu demokracji (ostatnio m.in. w Republice Środkowoafrykańskiej czy Wybrzeżu Kości Słoniowej). Byłe kolonie nadal są ważnymi partnerami handlowymi Francji. Także w ramach Unii Europejskiej podpisano kilka dokumentów, dzięki którym obecne i byłe kolonie francuskie stoją na bardziej uprzywilejowanej pozycji niż inne kraje.

## Demografia w latach 1919–1940
|                                 | 1921       | 1926        | 1931        | 1936        |
| ------------------------------- | ---------- | ----------- | ----------- | ----------- |
| Francja metropolitalna          | 39 140 000 | 40 710 000  | 41 550, 000 | 41 500 000  |
| Kolonie, protektoraty i mandaty | 55 556 000 | 59 474 000  | 64 293 000  | 69 131 000  |
| Suma                            | 94 696 000 | 100 184 000 | 105 843 000 | 110 631 000 |
| % światowej populacji           | 5,02%      | 5,01%       | 5,11%       | 5,15%       |
| Sources: INSEE, SGF             |            |             |             |             |